# Triceratiaceae
Famille
Les Triceratiaceae sont une famille d'algues de l'embranchement des Bacillariophyta (Diatomées), de la classe des Coscinodiscophyceae et de l’ordre des Triceratiales.

## Étymologie
Le nom de la famille vient du genre type Triceratium, formé du préfixe tri-, trois, et du suffixe -cerat, corne, littéralement « trois cornes », en référence à la forme triangulaire typique de la diatomée. L'espèce Triceratium parallelum qui semble faire exception, puisqu'elle est quadrangulaire, fut contestée par H. et M. Peragallo.

## Description
Le genre type Triceratium se présente sous la forme de cellules libres ou attachées ; généralement triangulaire en vue de valve et étroitement oblong en vue de ceinture, avec des élévations aux coins et une légère convexité centrale. 
Les valves triangulaires, ou parfois carrées, sont peu profondes, souvent ornées d'épines simples ou ramifiées. La face de la valve est plate ou légèrement convexe ; le manteau est très peu profond. Les aréoles sont loculées, s'ouvrant vers l'extérieur par de grands foramens ; les bases des locules sont formées par une feuille continue de silice avec des rangées de pores rayonnant à partir d'un anneau central. 
Les pores sont souvent érodés ; à l'intérieur, les pores sont regroupés mais ils rayonnent toujours clairement du centre de la valve. La marge de la face valvulaire est surélevée, avec une seule rangée de tubes à collier pédonculé ou spatulé, qui sont les sorties des rimoportules. Chez certaines espèces, il y a une ouverture de rimoportule bien visible adjacente à chaque ocelle. 
Le manteau valvulaire est souvent muni d'une crête en dessous de laquelle se trouve une fine rangée de pores juste au-dessus du bord recourbé du manteau. Copules finement poreuses ; la valvocopule est finement fimbriée (munie d'une frange),.

## Distribution
Le genre type Triceratium est marin et côtier.

## Liste des taxons de rang inférieur
Liste des genres selon AlgaeBase (31 juillet 2022) :
- Australodiscus V.Porguen & M.J.Sullivan, 1997
- Crawfordia P.A.Sims, J.Witkowski & E.A.César, 2021
- Denticella Ehrenberg, 1838
- Eurossia P.A.Sims, 1993
- Glyphodiscus Greville, 1862
- Grovea A.W.F.Schmidt ex Van Heurck, 1896
- Petrochiscus N.I.Hendey & P.A.Sims, 2002
- Porguenia M.J.Sullivan, 1997
- Praetriceratium P.A.Sims, 2001
- Proteucylindrus C.-W.Li & Y.-M.Chiang, 1979
- Triceratium Ehrenberg, 1839  genre type

## Systématique
Le nom correct complet (avec auteur) de ce taxon est Triceratiaceae (Schütt) Lemmermann, 1899.
L'espèce Triceratium parallelum contestée par H. et M. Peragallo, pourrait être rapproché du Stictodiscus parallelus (Stictodiscaceae).